# گارا (مجارستان)
گارا (به مجاری:  Gara) یک شهرداری در مجارستان است که در ناحیه بایا واقع شده‌است. گارا ۵۹٫۹۶ کیلومتر مربع مساحت و ۲٬۶۸۶ نفر جمعیت دارد.